# Beulah (Powys)
Beulah is een plaats in Wales, in het bestuurlijke graafschap en in het ceremoniële behouden graafschap Powys. De plaats telt 350 inwoners.

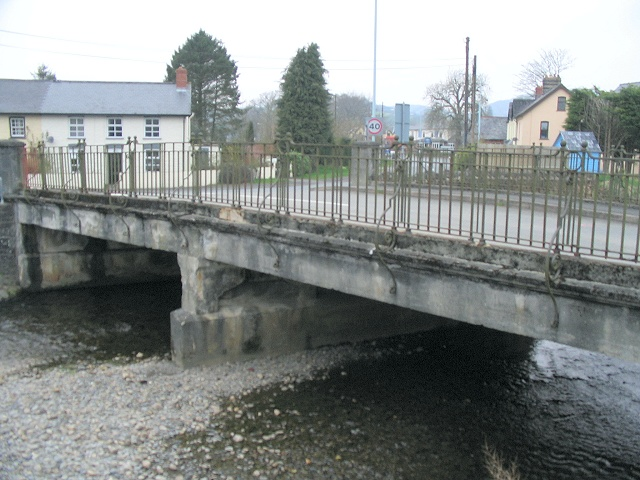
Oude brug over de rivier Cammarch in Beulah